# Bouke Ylstra

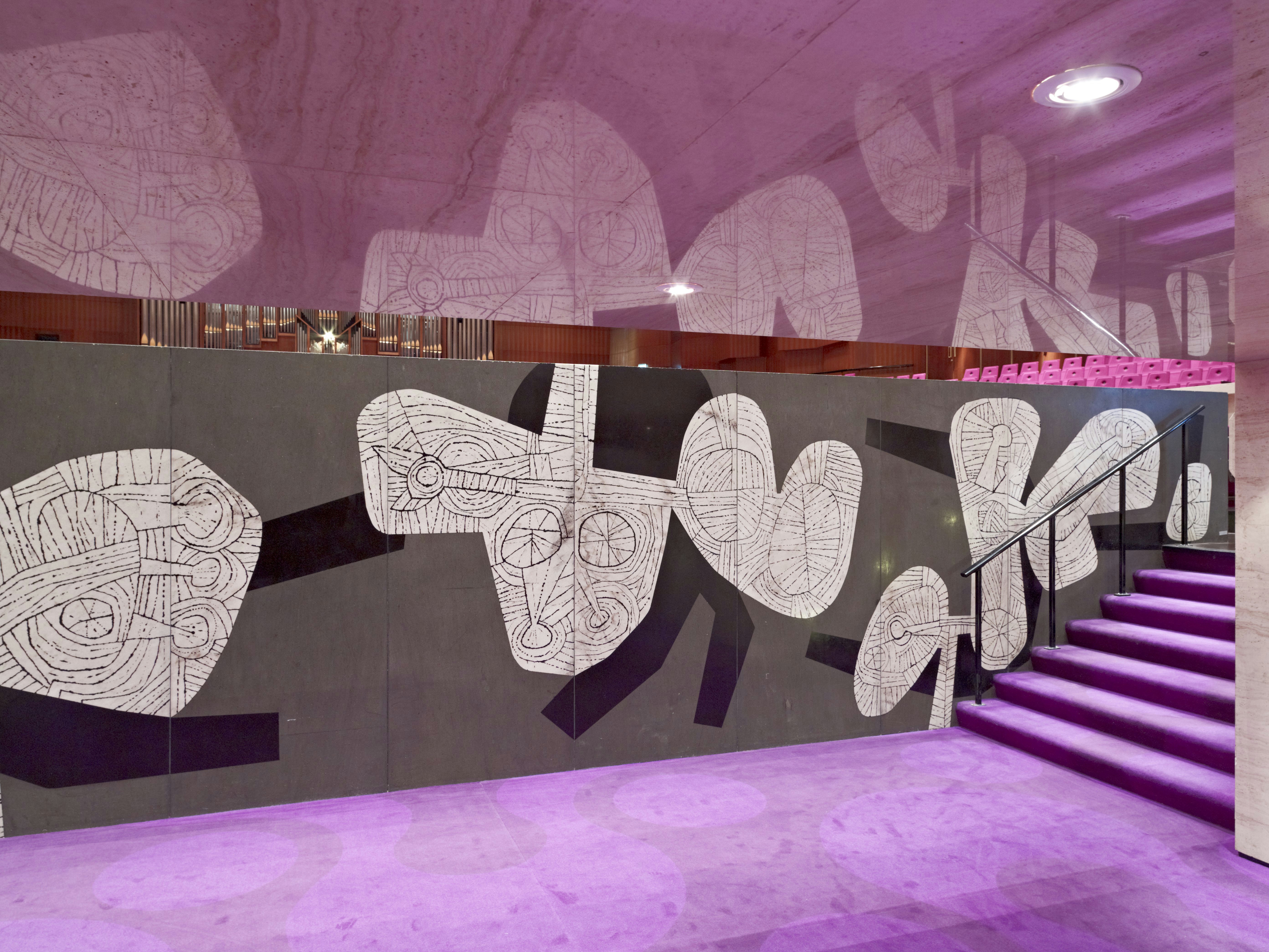
Intarsia (1966)

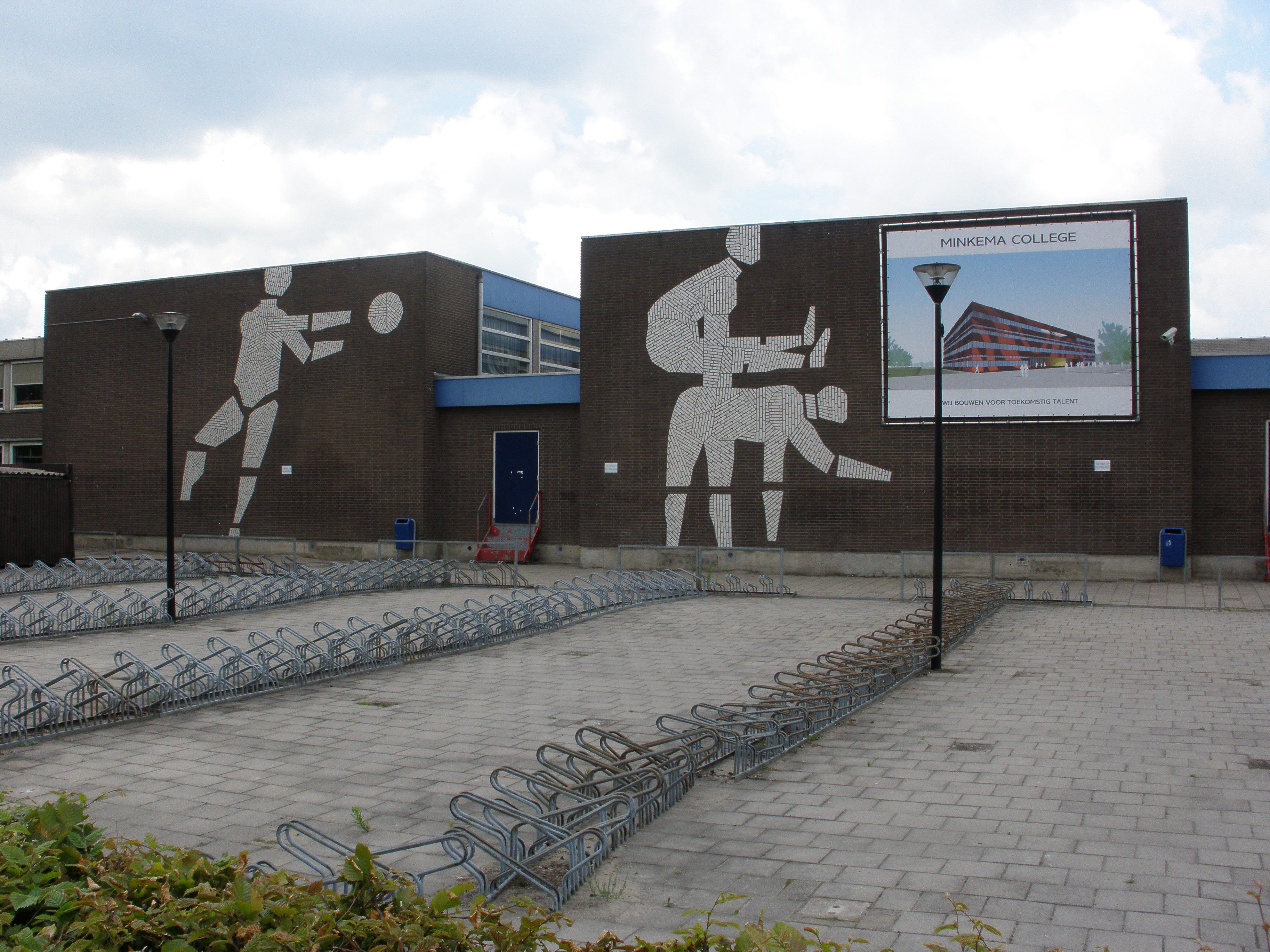
De bokspringer en de balgooier (1977)

Bouke Johan Ylstra (Den Haag, 13 maart 1933 – Dordrecht, 17 augustus 2009) was een Nederlands beeldhouwer, schilder, graficus, monumentaal kunstenaar en academiedocent.

## Leven en werk
Ylstra, ook IJlstra, werd geboren in Den Haag en groeide op in Rotterdam. Hij bezocht er de Academie van Beeldende Kunsten en Technische Wetenschappen (1950-1954) en behaalde de onderwijsbevoegdheid. Hij kreeg aan de academie les van onder anderen Antoon Derkzen van Angeren, Aart Glansdorp en Wim Zwiers. Tijdens zijn diensttijd in de Benthienkazerne in Dordrecht, maakte Ylstra wandschilderingen in de kantines. In 1955 vestigde hij zich als vrij kunstenaar in Dordrecht.
Ylstra wilde zich niet binden aan bepaalde technieken of kunstuitingen, hij wilde alles doen. Hij vond dat een kunstenaar met alle soorten van vormgeving mee moest draaien. Hij maakte onder meer schilderijen, etsen, zeefdrukken, mozaïeken, betonreliëfs, sculpturen, keramische wanden en glasramen en maakte illustraties en omslagen voor tijdschriften en boeken. Kunstrecensent Piet Begeer omschreef hem in 1959 in Het Vrije Volk als "een van die zeldzame veelzijdig begaafden, die zich in iedere richting en in iedere techniek schijnbaar spelenderwijs op een respectabel plan weten uit te spreken."
Hoewel hij niet altijd van de kunst kon leven, maakte hij geen gebruik van de Contraprestatie en BKR. Naast kunstenaar was Ylstra tussen 1960 en 1990 docent aan een aantal kunstopleidingen, hij was docent vrij schilderen aan de Akademie voor Industriële Vormgeving Eindhoven (1960-1964), doceerde grafische technieken (1964-1967) en was afdelingsdocent gebonden kunst (1967-1972) aan de Rotterdamse Academie en ten slotte docent vrij schilderen aan de Gerrit Rietveld Academie (1983-1990). Tot zijn leerlingen behoorden Hans Andringa, Adri Frigge, Peter Harskamp, Lies Jonkers, Joost Minnigh en Frans van Wageningen. Ylstra was verder onder meer voorzitter van de sectie beeldende kunst van de Culturele Raad Zuid-Holland en adviseur van de rijksbouwmeester.
Ylstra was lid van het Teekengenootschap Pictura en de Beroepsvereniging van Beeldende Kunstenaars. Hij exposeerde vanaf 1953 in binnen- en buitenland en zijn werk werd meerdere malen bekroond. In 1964 sloot Ylstra zich aan bij ILO '64, een groep van figuratieve kunstenaars die exposeerde bij Panorama Mesdag, Pictura en Galerie Fenna de Vries. Tot de groep behoorden verder Kor Bekker, Geertrui Charpentier, Lucie van Duijn, Jan Kuiper, Paul Louwers en Aart van den IJssel en zijn echtgenote Ruth Salinger. Hij ontving de eerste prijs voor grafiek op de Salon van de Maassteden (1963 en 1965) en de Bondprijs van A.W. Bruna Uitgevers (1966).
Een glasraam was in 2009 zijn laatste opdracht. Bouke Ylstra overleed dat jaar, op 76-jarige leeftijd. Zijn weduwe José Ylstra Nicolai opende in 2012 in zijn voormalig atelier in Dordrecht de Galerie Bouke Ylstra.

## Werken (selectie)
Monumentale kunst
- 1956: drie mozaïekwanden, totaal ca. 27 meter, voor de Fricofabriek in Leeuwarden.
- 1957: gezandstraalde ramen voor trappenhuis hulpsecretarie in Hoogvliet.
- 1959: illustraties voor West coast van C. Buddingh'.
- 1963: wandschildering in de gemeentedrukkerij in Rotterdam.
- 1963: illustraties voor Zo is het dan ook nog weer eens een keer van C. Buddingh'.
- 1966: Intarsia, wandversiering voor de grote zaal van De Doelen, Rotterdam.
- voor 1967: sportfiguren, gymzaal Moerbergplantsoen in IJmuiden.
- 1977: Bokspringer en De balgooier, gevelreliëfs Rijksscholengemeenschap F.A. Minkema, Woerden.
- wandschilderingen in De Bijenkorf.
- 1993: boekomslag Een kleine pathologie van de rondorigheid van Midas Dekkers.
- 2008 boekomslag DFC jubileumboek 1883-2008
- 2009: glasraam aan het Achterom, Dordrecht.

Publicaties
- 1993 Etsen 1953-1993, met inleiding van Pierre Jansen.
- 2007 Dagboeknotities 2001-2007 met inleiding van August Willemsen
- 2009 Dagboeknotities 2007-2009 met inleiding van Stan van Houcke
- 2012 Dagboeknotities 1986-2001 met inleiding van Mels de Jong